# Tratado confederal entre las juntas de Asunción y Buenos Aires
La Convención de Amistad, Auxilio y Comercio entre las Excelentísimas Juntas Gubernativas de Buenos Aires y del Paraguay fue firmada el 12 de octubre de 1811 entre representantes de la Junta Grande del Río de la Plata y la Junta Gubernativa de Asunción, reconociendo el gobierno de Buenos Aires la autonomía de la provincia del Paraguay hasta la celebración de un congreso general de todas las provincias que decidiera la forma de gobierno.

## Antecedentes  legales
Luego de producida en Buenos Aires la Revolución de Mayo de 1810 que derrocó al virrey español Baltasar Hidalgo de Cisneros, el gobernador intendente realista de Asunción, Bernardo de Velasco y Huidobro comunicó a Buenos Aires la separación de la Intendencia del Paraguay del Virreinato del Río de la Plata y formó una junta el 24 de junio de 1810, la que juró fidelidad a Fernando VII y al Consejo de Regencia de España e Indias con sede en Cádiz. La Junta porteña envió a Asunción al coronel paraguayo José de Espínola y Peña para intentar la subordinación de la provincia, pero este fracasó en sus gestiones. Luego de que Velasco ordenara una incursión en Misiones para requisar armas, la Junta de Buenos Aires respondió enviando al general Manuel Belgrano con un ejército de 1100 soldados, pero sus tropas fueron derrotadas en la Batalla de Paraguarí (19 de enero de 1811) y en la Batalla de Tacuarí (9 de marzo de 1811), debiendo abandonar el Paraguay. 
El 14 de mayo de 1811, adelantándose al ingreso de tropas portuguesas solicitadas por Velasco, estalló el movimiento revolucionario paraguayo dirigido en lo militar por el capitán Pedro Juan Caballero, formándose un gobierno provisional presidido por Velasco y secundado por el capitán Juan Valeriano de Zevallos y por José Gaspar Rodríguez de Francia. El 17 de junio de 1811 se reunió un Congreso que decidió No reconocer otro soberano que Fernando VII y sostener los derechos, libertad, defensa e indemnidad de esta provincia. El 19 de junio Velasco fue destituido, acusado de entendimiento con Elío en Montevideo. El Congreso nombró una junta gubernativa presidida por Fulgencio Yegros e integrada por Rodríguez de Francia, Pedro Juan Caballero, Francisco Javier Bogarin y Fernando de la Mora y decidió unirse en confederación con las demás provincias del Río de la Plata, designando a Rodríguez de Francia como diputado ante la Junta Grande.
El 20 de julio de 1811 la junta paraguaya envió una nota a la Junta de Buenos Aires comunicándole que el Paraguay se "gobernará por sí misma":

Primera: que mientras no se forme el Congreso general, esta Provincia se gobernará por sí misma, sin que la excelentísima junta de esa ciudad pueda disponer ni ejercer jurisdicción sobre su forma de gobierno, regimen, administración ni otra alguna causa correspondiente á ella.
Nota de la Junta del Paraguay a la Junta de Buenos Aires del 20 de julio de 1811

Expresaba también la nota que: La Provincia no podía dar una prueba más positiva de sus sinceros deseos de accesión á la confederación general, y defender la causa común del señor Don Fernando VII.
El 12 de octubre de 1811 se firmó con el enviado de Buenos Aires, el general Belgrano, la Convención de Amistad, Auxilio y Comercio.

## Articulado
La convención se componía de cinco artículos y un sexto adicional firmado por separado.
El artículo 1 establecía que el tabaco perteneciente a la Real Hacienda que se hallaba en el Paraguay, podía ser vendido por la Junta de Asunción para destinar esos recursos al mantenimiento de una fuerza de defensa. Además de establecer el libre comercio del tabaco extinguiendo el estanco.
El artículo 2 establecía que el peso de Cisa y Arbitrio que anteriormente se pagaba en Buenos Aires por cada tercio de yerba mate que se extraía en el Paraguay, se pague desde ese momento en Asunción, destinado también a la defensa.
El artículo 3 establecía que no se cobraría el derecho de alcabalas por los productos enviados desde Asunción a Buenos Aires.
El artículo 4 establecía 

A fin de precaver en cuanto sea posible toda desavenencia entre los Moradores de una y otra Provincia con motivo de la diferencia ocurrida sobre la pertenencia del Partido nombrado de Pedro González que se halla situado en esta banda del Paraná: continuará por ahora en la misma forma que actualmente se halla, en cuya virtud se encargará al Cura de las Ensenadas de la Ciudad de Corrientes no haga novedad alguna, ni se ingiera en lo espiritual de dicho partido, en la inteligencia de que en Buenos Aires se acordará con el Ilmo. Señor Obispo lo conveniente al cumplimiento de esta disposición interina, hasta tanto que con más conocimiento se establezca en el Congreso General la demarcación fija de de ambas provincias hacia ese costado, debiendo en lo demás quedar también por ahora los límites de esta Provincia del Paraguay, en la forma en que actualmente se hallan, encargándose consiguientemente su Gobierno de custodiar el Departamento de Candelaria.

El artículo 5 establecía:

Por consecuencia de la Independencia en que queda esta Provincia del Paraguay de la de Buenos Aires conforme a lo convenido en la citada contestación oficial del 28 de agosto último: Tampoco la mencionada Exma. Junta pondrá reparo en el cumplimiento y ejecución de las demás deliberaciones tomadas por esta del Paraguay en Junta General conforme a las Declaraciones del presente Tratado. Y bajo de estos artículos deseando ambas partes contratantes estrechar más y más los vínculos y empeños que unen, y deben unir ambas Provincias en una federación y alianza indisoluble, se obliga cada una por la suya no solo a conservar y cultivar una sincera, sólida y perpetua amistad, sino también de auxiliarse y cooperar mutua y eficazmente con todo género de auxilios según permitan las circunstancias de cada una, toda vez que lo demande el sagrado fin de aniquilar y destruir cualquier Enemigo que intente oponerse a los progresos de nuestra justa Causa, y común Libertad; en fe de todo lo cual con las más sinceras protestas de que estos estrechos vínculos unirán siempre en dulce confraternidad a esta Provincia del Paraguay, y las demás del Río de la Plata, haciendo a este efecto entrega de los poderes insinuados, firmamos esta Acta por duplicado con los respectivos Secretarios, para que cada parte conserve la suya a los fines consiguientes. Fechado en esta Ciudad de la Asunción del Paraguay a doce de octubre de mil ochocientos once.

El artículo adicional arreglaba el valor del impuesto a la yerba mate y al tabaco que se cobraría en Buenos Aires.

## Observaciones de la Junta de Buenos Aires
Al tomar conocimiento de los artículos de la convención, la Junta de Buenos Aires hizo la siguiente observación al artículo 4:

Este gobierno, que, aunque penetrado del verdadero espíritu que debe mover sus deliberaciones, se ha resignado á hacer algunos sacrificios, no debe sufragar el considerable que le resulta de la pérdida de parte de su jurisdicción comprendida en el artículo 4º, si su verdadero sentido es conceder al Paraguay todo el departamento de Candelaria. Sobre éste único punto es que reencarga á V. S. que obtenga de un modo favorable la subsistencia de nuestra delineación territorial.

A lo que la Junta de Asunción respondió:

La unión é íntima relación que estrecha á ésta con esa Provincia, ha hecho qué meditemos con seriedad la desmembración ó alteración de límites de que habla V. E. en su oficio de 31 de Octubre, refiriéndose al capítulo 4º de los tratados celebrados entre ambos; y ciertamente los conocimientos que se han adquirido sobre los indicados límites de esta Provincia, hacen ver que el Departamento de Candelaria ha estado comprendido siempre en ellos por lo que hace á ambas jurisdicciones Real y Episcopal de esta Provincia. No obstante se tendrá muy presente este punto para tratarlo en el primer Congreso que se celebre de sus vecinos y moradores, de cuyo común sufragio depende la resolución del caso, qué este gobierno hará cuanto sea dable porque sea asequible la reforma que solicita.

## Final de la confederación
Rodríguez de Francia, tras retirarse dos veces de la Junta de Asunción, retornó a ella el 16 de noviembre de 1812 ante el pedido popular, pero condicionó su retorno a la neutralización de los partidarios de la confederación  con Buenos Aires.
El Segundo Congreso paraguayo se reunió del 30 de septiembre al 12 de octubre de 1813; ese día se sancionó un Reglamento que estableció una nueva forma de gobierno, el Consulado, con dos cónsules: Fulgencio Yegros y José Gaspar Rodríguez de Francia. Se adoptó además el nombre de República del Paraguay —aunque no sustituyó completamente al de Provincia del Paraguay— lo que algunos autores han interpretado como una declaración de independencia.
El 3 de octubre de 1814 otro Congreso quitó a Yegros del poder y Rodríguez de Francia fue declarado "dictador" para un período de 5 años, este se declaró completamente opuesto a la confederación paraguayo-argentina dado que en Buenos Aires preponderaban los unitarios (en este caso los partidarios de un gobierno centralizado en Buenos Aires).
Paraguay proclamó formalmente su independencia el 25 de noviembre de 1842, pero la Confederación Argentina no la reconoció hasta la firma del Acta de reconocimiento de la soberanía e independencia de la República del Paraguay por la Confederación Argentina, en Asunción el 17 de julio de 1852.